# Carole Bouzidi
Carole Diana Bouzidi (en arabe : كارول ديانا بوزيدي)), née le 25 juin 1985 à Paris, est une kayakiste algérienne pratiquant le slalom. Elle exerce également la profession de psychologie clinicienne.

## Biographie
Carole Diana Bouzidi est titulaire d'une double nationalité franco-algérienne depuis sa naissance.
Elle a commencé à pratiquer son sport lorsqu'elle était enfant, au sein du club SPCOC section Canoë-Kayak (La Colle sur Loup, Alpes Maritimes). Elle suivra un parcours de sportive de haut niveau, dans différentes structures (pôles espoirs, pôles France). Elle est adhérente du Canoë Kayak Club de la Vallée de l'Ain depuis 2019.
Carole est a son apogée au milieu des années 2010 avec un titre européen aux Championnats d’Europe d’Augsbourg en K1 suivi d’un autre sacre par équipe à Cracovie en Pologne, pour le compte du même événement en 2013.  En 2014, elle réalise une autre performance de référence aux Championnats du monde de slalom de canoë-kayak, slalom, à Deep Creek Lake, aux États-Unis, en décrochant la médaille d’or en K1 par équipe. Enchaînant les prestations de haut niveau, Bouzidi a obtenu la médaille de bronze mondiale en K1 par équipe, en 2015 à Londres.
En 2019 elle se classe 4e des championnats du Monde de canoë biplace mixte, qui se deroulent à La Seu d'Urgell.
Elle change de nationalité sportive en 2022, devient sportive algérienne. Elle devient adhérente du Sport Nautique d'Alger, club situé au port d'Alger. 
En 2024, après les épreuves de sélection africaines à La Réunion, elle se qualifie avec la sélection algérienne pour sa première participation aux Jeux olympiques d'été de 2024 de Paris dans les épreuves féminines de slalom et de kayak-cross,. Elle s'y classe respectivement 14e et 7e.
En 2024 elle remporte les epreuves de canoë slalom et kayak slalom aux championnats du Monde Masters à Cracovie. 

## Palmarès de référence

### Championnats du monde de canoë-kayak slalom
2024 14e des Jeux Olympiques en kayak slalom, 7e des Jeux Olympiques en kayak cross 
2024 Médaille d'or en canoe slalom et en kayak slalom lors des championnats du Monde Masters de Cracovie  
2019 4e en canoë biplace mixte  lors des championnats du Monde de La Seu d'Urgell 
- 2014 à Deep Creek Lake,  États-Unis
  -  Médaille d'or en K1 par équipe
- 2015 à Londres,  Royaume-Uni
  -  Médaille de bronze en K1 par équipe

### Championnats d'Europe de canoë-kayak slalom
- 2015 à Markkleeberg,  Allemagne
  -  Médaille de bronze en K1 par équipe

- 2014 à Vienne,  Autriche
  -  Médaille de bronze en K1 par équipe

- 2013 à Cracovie,  Pologne
  -  Médaille d'or en K1 par équipe

- 2012 à Augsbourg,  Allemagne
  -  Médaille d'or en K1
  -  Médaille d'argent en équipe